# Martin Naef

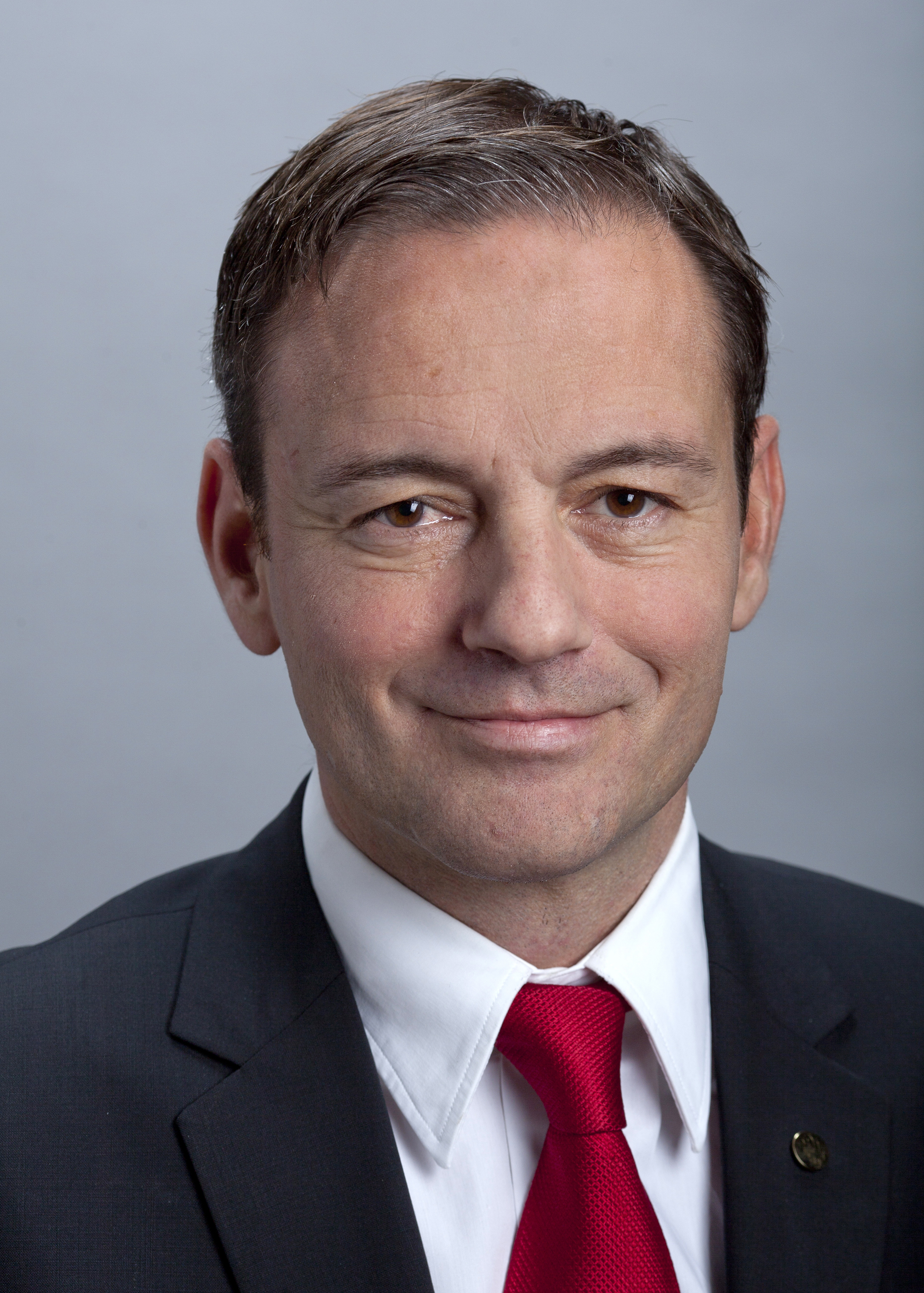
Martin Naef (2011)

Martin Naef (* 10. November 1970 in Bern) ist ein Schweizer Politiker (SP). Er war von 2011 bis 2019 Nationalrat. Von 2014 bis 2020 war er Co-Präsident der Europäischen Bewegung Schweiz (EBS).

## Ausbildung und Beruf
Martin Naef wuchs in Dietlikon auf und ging dort in die Primarschule. Anschliessend ging er in Winterthur auf das Wirtschaftsgymnasium. Nach der Kantonsschule war er Praktikant bei den Tageszeitungen Zürcher Unterländer und Der Landbote. Nach den Praktika studierte er Rechtswissenschaften an der Universität Zürich. Nach dem Studium arbeitete er fünf Jahre für die Jugendanwaltschaft. Er war zuletzt juristischer Sekretär und Jugendanwalt in Dietikon. Bis 2006 war er danach zweieinhalb Jahre Ressortleiter Angestelltenpolitik beim KV Schweiz. Er war dort für die Gesamtarbeitsverträge und Lohnverhandlungen mit den beiden grössten Schweizer Detaillisten Coop und Migros verantwortlich. Bis 2024 arbeitete er als Bereichsleiter und Behördenmitglied für die Kindes- und Erwachsenenschutzbehörden (KESB) in Zürich und St. Gallen. In Zürich war er verantwortlich für HR und Kommunikation. Heute arbeitet er als Geschäftsführer der Konferenz der Städtischen Sicherheitsdirektorinnen und ‑direktoren (KSSD) im Stab des Sicherheitsdepartementes der Stadt Zürich. Er ist langjähriges Vorstandsmitglied des KV Zürich.

## Politik
1991 trat er der Sozialdemokratischen Partei bei. Seine politische Karriere begann mit der Wahl in den Verfassungsrat des Kantons Zürich, und er war dort Fraktionspräsident der SP (2000 bis 2005). Er wurde 2003 in den Zürcher Kantonsrat gewählt und war Mitglied der Geschäftsprüfungskommission, der Kommission für Justiz und öffentliche Sicherheit (KJS) und der Parlamentarischen Untersuchungskommission (PUK) zur Beamtenversicherungskasse. Von 2004 bis 2008 war er Präsident der SP Kanton Zürich. Bei den Nationalratswahlen 2011 wurde er in den Nationalrat gewählt und 2015 im Amt bestätigt. Er war während seiner ganzen Amtszeit Mitglied der Aussenpolitischen Kommission (2017 bis 2019 Vizepräsident) und zudem von 2017 bis 2019 Mitglied der Kommission für Rechtsfragen. Bei den Wahlen 2019 wurde er nicht wiedergewählt.
Von 2014 bis 2020 amteten Naef und François Cherix als Co-Präsidenten der Neuen Europäischen Bewegung Schweiz (Nebs), heute Europäische Bewegung Schweiz (EBS); sie folgten auf FDP-Nationalrätin Christa Markwalder. Naef ist Ehrenmitglied der EBS.

## Privates
Martin Naef lebt seit 1995 in Zürich-Aussersihl. Er war Vorstandsmitglied der Zürcher Aids-Hilfe, von Solidar Suisse und der Homosexuellen Arbeitsgruppen Zürich (HAZ).